# Air Jordan
Air Jordan là một dòng giày bóng rổ được sản xuất bởi Nike, Inc. Trang phục và phụ kiện có liên quan được bán trên thị trường dưới tên Jordan Brand.
Đôi giày Air Jordan đầu tiên được sản xuất cho cầu thủ bóng rổ Michael Jordan trong thời gian thi đấu cho Chicago Bulls vào cuối năm 1984 và ra mắt công chúng vào ngày 1 tháng 4 năm 1985. Đôi giày được thiết kế cho Nike bởi Peter Moore, Tinker Hatfield và Bruce Kilgore.
Logo Jordan, được gọi là "Jumpman", có nguồn gốc từ một bức ảnh của Jacobus Rentmeester, được chụp trước khi Jordan thi đấu cho Đội tuyển Hoa Kỳ tại Thế vận hội Mùa hè 1984.

## Lịch sử
Khi Michael Jordan bước vào năm tân binh của mình vào năm 1984, ông đã được tiếp cận để ký hợp đồng giày với Adidas, Converse và Nike. Trong cuộc gặp với Jordan, Nike đã tập trung vào phần trình bày của mình xung quanh một video nổi bật về các slam dunk khác nhau của Jordan, được ghi cho "Jump (For My Love)" bởi Pointer Sisters. Nike giới thiệu thiết kế đầu tiên của giày, nhưng Jordan chỉ trích màu sắc của nó. Trong khi các công ty khác coi Jordan là một nhân vật để quảng cáo các dòng giày có sẵn, thì Nike đã tính đến những lời chỉ trích của Jordan để biến ông thành "một ngôi sao độc lập và trao cho ông một dòng giày đặc trưng."
Ngày 26 tháng 10 năm 1984, Michael Jordan ký hợp đồng 5 năm, bản giao kèo 2,5 triệu đô la Mỹ với Nike, gấp ba lần so với bất kỳ thỏa thuận nào khác trong Giải bóng rổ Nhà nghề Mỹ (NBA) vào thời điểm đó. Nike đã phát hành dòng giày thể thao Air Jordan vào tháng 4 năm 1985 với mục tiêu 3 triệu đô la Mỹ trong 3 năm đầu tiên. Doanh số bán hàng vượt quá mong đợi, thu nhập 126 triệu đô la Mỹ trong 1 năm.
Chính sách của NBA quy định rằng giày phải có 51% màu trắng và phù hợp với giày mà các thành viên còn lại của đội đang đi. Việc không tuân theo chính sách này dẫn đến khoản tiền phạt 5.000 đô la cho mỗi trò chơi. Nike đã thiết kế Air Jordan I dựa trên màu đỏ và đen của đội Chicago Bulls với chỉ 23% màu trắng, vi phạm chính sách của NBA. Nike đã đồng ý trả từng khoản tiền phạt, gây ra cả tranh cãi và dư luận xung quanh chiếc giày. Các khoản tiền phạt do NBA áp đặt đối với Jordan vì đi đôi giày được ban tặng cho họ một thương hiệu mang tính biểu tượng và sau đó được coi là đột phá một phần do nó bất chấp các quy định của NBA. Nike cũng đã tận dụng cơ hội tiếp thị này với quảng cáo Air Jordan I "Bị cấm", trong đó tuyên bố "Vào ngày 15 tháng 10, Nike đã tạo ra một đôi giày bóng rổ mới mang tính cách mạng. Vào ngày 18 tháng 10, NBA đã loại bỏ họ khỏi cuộc chơi. May mắn thay, NBA không thể ngăn bạn mặc chúng. Air Jordan. Từ Nike." Chiếc giày đã bán hết 50.000 đôi và tạo ra doanh thu hơn 150 triệu USD.
Ngày 9 tháng 9 năm 1997, Michael Jordan và Nike giới thiệu Jordan Brand (ban đầu được gọi là 'Brand Jordan'). Thương hiệu đã xây dựng một mô hình kinh doanh bền vững bằng cách phát hành giày và trang phục Air Jordan, đồng thời hợp tác với các nghệ sĩ nổi tiếng. Riêng năm 2022, Jordan Brand đã mang về cho Nike 5,1 tỷ USD. Trong đó, 150–256 triệu đô la được báo cáo đã chuyển trực tiếp đến Michael Jordan theo thỏa thuận của anh ấy với Nike.

## Logo
Logo "Jumpman" có nguồn gốc từ một buổi chụp ảnh mà Michael Jordan đã thực hiện cho tạp chí Life trước khi ông chơi cho Team USA trong Thế vận hội Mùa hè 1984, chụp bởi Jacobus Rentmeester. Buổi chụp ảnh này được chụp trước khi Jordan ký hợp đồng với Nike vào năm 1985 và mô tả Jordan đang tạo dáng giống với kỹ thuật múa ba lê grand jeté, trong khi mặc bộ áo liền quần Olympic và giày bóng rổ New Balance. Moore, người phụ trách nhóm thiết kế, đã tình cờ thấy số tạp chí Life này và nhờ Jordan sao chép tư thế cho đôi giày Nike. Logo "Jumpman" đã phát triển và trải qua nhiều thay đổi khác nhau và có thể được nhìn thấy trên giày thể thao, trang phục, mũ, tất và các loại trang phục khác. Nó đã trở thành một trong những logo dễ nhận biết nhất trong ngành điền kinh.

## Các sản phẩm
| Mẫu giày          | Năm  | Ghi chú |
| ----------------- | ---- | --- |
| Air Jordan I      | 1985 | Air Jordan đầu tiên được sản xuất để sử dụng bởi Michael Jordan. Chúng được thiết kế bởi Peter B. Moore và được phát hành trong mùa giải thứ hai của Jordan với Chicago Bulls. Jordan 1 Royal chưa bao giờ được Michael Jordan mặc trên sân NBA. Air Jordan 1 màu đen và đỏ đã được phát hành lại nhiều lần, bắt đầu từ năm 1994. Phối màu đỏ và đen của Nike Air Ship, nguyên mẫu của Jordan I, sau đó đã bị Ủy viên NBA lúc bấy giờ là David Stern cấm vì có rất ít màu trắng trên chúng. (Quy tắc này, được gọi là quy tắc "51 phần trăm", đã bị bãi bỏ vào cuối những năm 2000.) |
| Air Jordan II     | 1986 | Sự thành công của Air Jordan Tôi đã khuyến khích Nike phát hành Air Jordan mới vào năm 1986 cho mùa bóng rổ mới. Được thiết kế bởi Peter Moore và Bruce Kilgore, Air Jordan II ban đầu được sản xuất tại Ý. Trong những lần thử nghiệm đầu tiên, Michael Jordan đã mặc một nguyên mẫu kết hợp phần trên của Air Jordan ban đầu với phần đệm được thiết kế cho mẫu mới. Air Jordan II có bộ đế Air-Sole dài đầy đủ và đế giữa bằng polyurethane. Đôi giày này có kiểu dáng tương tự như Nike Air Python sẽ ra mắt vào năm sau. Nó nổi bật với lớp da thằn lằn giả và những đường sà xuống giống như chi tiết của một chiếc xe thể thao. Tính thẩm mỹ thiết kế này sẽ góp phần vào dòng Air Jordan sau này trong sê-ri. Air Jordan II là chiếc Jordan đầu tiên không có dấu swoosh của Nike ở phía trên, mặc dù chữ "Nike" đã được khâu trên bộ đếm gót chân. Michael Jordan đã mang Air Jordan II trong 18 trận đấu rút ngắn trong mùa giải 1986–87 do bị gãy chân. Đôi giày được bán lẻ với giá 100 đô la khi nó được phát hành từ năm 1986 đến năm 1987. Nó đã có một số lần phát hành lại với tên gọi Jordan Retro 2. |
| Air Jordan III    | 1988 | Air Jordan III có sự ra mắt của logo Jumpman. Jordan Brand đã giới thiệu lại Air Jordan III với phối màu True Blue dưới dạng bản phát hành quốc tế duy nhất vào năm 2009. Vào ngày 15 tháng 2 năm 2020, phiên bản "Red Cement" đã được phát hành để kỷ niệm Chicago, Illinois đăng cai tổ chức 2020 NBA All-Star Game. Thương hiệu cũng đã ra mắt phiên bản phối màu độc quyền ở Chicago. Đôi này có nhãn hiệu "Nike Chi" ở gót chân, thay thế cho nhãn hiệu "Nike Air" truyền thống. |
| Air Jordan IV     | 1989 | Tháng 12 năm 1988, Nike phát hành Air Jordan IV ra công chúng. Được thiết kế bởi Tinker Hatfield, đây là chiếc Air Jordan đầu tiên được phát hành trên thị trường toàn cầu. Nó có bốn màu: Trắng/Đen, Đen/Xám xi măng, Trắng/Đỏ lửa-Đen và Trắng nhạt/Xanh quân đội. Nike giới thiệu đạo diễn kiêm diễn viên Spike Lee trong các quảng cáo cho giày. Lee đã giới thiệu chiếc giày trong bộ phim Do The Right Thing. Michael Jordan đã đi đôi Air Jordan IV khi thực hiện "The Shot", người chiến thắng trong loạt trận 5 của Vòng 1 NBA năm 1989 giữa Chicago Bulls và Cleveland Cavaliers. Vào năm 2012, một phối màu Cavalier có tên là "Cavs" đã được phát hành để tôn vinh "The Shot". |
| Air Jordan V      | 1990 | Air Jordan V được phát hành vào tháng 2 năm 1990 và được thiết kế bởi Hatfield. Lấy cảm hứng từ Mustang fighter từ Thế chiến II, các đặc điểm bao gồm lưỡi phản quang có thiết kế nhô ra, đế cao su mờ và khóa ren. Air Jordan V đã được sử dụng rất nhiều trong bộ phim sitcom nổi tiếng The Fresh Prince of Bel-Air. Trong nhiều tập phim, Will Smith đã mặc các màu Bạc kim loại, Nho và Đỏ lửa. Để tri ân nhân vật của mình, Jordan đã phát hành Air Jordan 5 Bel Air vào năm 2013 và 2020. |
| Air Jordan VI     | 1991 | Được thiết kế dựa trên một chiếc xe thể thao của Đức, Michael Jordan đã đeo chiếc VI cho chức vô địch Bulls đầu tiên của mình. Đôi giày được mang bởi nhân vật chính của manga Slam Dunk, Hanamichi Sakuragi. Vào năm 2014, Nike đã phát hành các phiên bản đặc biệt của VI có tác phẩm nghệ thuật từ bộ truyện. Nhiều mẫu khác trong dòng Air Jordan được giới thiệu trong sê-ri, bao gồm Air Jordan ban đầu, V và XII. |
| Air Jordan VII    | 1992 | Air Jordan VII đã giới thiệu công nghệ "huarache" cho phép đôi giày phù hợp hơn với chân người dùng. Một số thứ không còn xuất hiện trên mẫu mới, chẳng hạn như đế không khí có thể nhìn thấy, logo Nike Air và đế trong mờ. Đây là chiếc Air Jordan đầu tiên trong dòng không có bất kỳ nhãn hiệu "Nike Air" đặc biệt nào trên các phần bên ngoài của giày, chỉ có trên đế trong. Khi Jordan tham dự Thế vận hội Mùa hè 1992 để chơi cho Đội tuyển bóng rổ nam Hoa Kỳ (còn được gọi là "Dream Team"), Nike đã phát hành một tổ hợp màu Olympic đặc biệt của mẫu Air Jordan VII có áo thi đấu Olympic của Jordan số 9, thay vì "23" thông thường được tìm thấy trên các phối màu khác. Nhiều mẫu khác nhau của Air Jordan VII đã được phát hành lại bắt đầu từ lễ kỷ niệm 10 năm của nó vào năm 2002. |
| Air Jordan VIII   | 1993 | Air Jordan VIII được phát hành trùng với mùa giải NBA 1992–93 . Mẫu thứ tám của Air Jordan có đế không khí dài hết cỡ, đế giữa bằng polyurethane, tấm đế bằng polycarbonate, và hai dây đeo chéo. The VIIIs được biết đến với một chiến dịch quảng cáo thành công, trong đó Bugs Bunny xuất hiện cùng với Michael Jordan để tiếp thị giày. Đôi giày được phát hành lại vào các năm 2003, 2007, 2008, 2013 và 2015–2017. |
| Air Jordan IX     | 1993 | Được phát hành lần đầu vào tháng 11 năm 1993, Air Jordan IX là mẫu đầu tiên được phát hành sau khi Michael Jordan nghỉ hưu. Jordan chưa bao giờ chơi một mùa giải NBA với đôi giày này. Mẫu này được lấy cảm hứng từ giày bóng chày mà Jordan đã mặc khi chơi bóng chày ở giải hạng nhỏ. Đôi giày được phát hành lại vào các năm 2002, 2008, 2010, 2012 và 2014–2018. Giống như các mẫu VII và VIII, Air Jordan IX có ống bọc tất bên trong và các điểm nhấn bằng da nubuck. Đế duy nhất có các biểu tượng và ngôn ngữ khác nhau của các quốc gia khác nhau. Air Jordan IX được miêu tả là được đeo bởi Tượng Michael Jordan bên ngoài Trung tâm United ở Chicago. |
| Air Jordan X      | 1994 | Điều này đã được phát hành với các màu sắc khác nhau đại diện cho các thành phố của Hoa Kỳ. Đây là chiếc Air Jordan đầu tiên có đế giữa Phylon nhẹ. Chiếc giày này cũng có tất cả những thành tựu của Michael Jordan cho đến lần nghỉ hưu đầu tiên của anh ấy trên đế ngoài. Đôi giày được phát hành lại vào năm 2005, 2008, 2012–2016 và 2018. |
| Air Jordan XI     | 1995 | Mô hình này được thiết kế bởi Tinker Hatfield. Khi chiếc giày ra mắt, Michael Jordan (lúc đó đã nghỉ thi đấu bóng rổ) đã thi đấu cho đội Birmingham Barons trong các giải bóng chày nhỏ của bóng chày. Hatfield đã thiết kế giày thể thao chờ Jordan trở lại và hy vọng anh ấy sẽ chơi trong đó. Mặt trên bằng lưới đạn đạo của giày thể thao nhằm làm cho Air Jordan XI nhẹ hơn và bền hơn. Những thay đổi khác đi kèm với việc sử dụng một tấm lò xo bằng sợi carbon ở đế ngoài trong mờ, giúp đôi giày có mô-men xoắn tốt hơn khi xoay người trên sân. Khía cạnh nổi tiếng nhất của giày là tấm chắn da sáng chế. Da sáng chế nhẹ hơn so với da thật và cũng có xu hướng không giãn ra nhiều – một đặc tính giúp giữ bàn chân trong giới hạn của giường để chân khi thay đổi hướng trên sân. Da sáng chế đã mang lại cho XI một vẻ ngoài "trang trọng". Khi mẫu giày này ra mắt, một số người đã mặc mẫu này với bộ đồ công sở thay vì giày công sở. Đôi giày thể thao này chỉ được làm mẫu vào năm 1995 khi Jordan quyết định trở lại NBA. Hatfield và Nike không khuyến khích Jordan chơi chúng, nhưng một khi chúng được sản xuất, anh ấy không thể cưỡng lại. Cũng đáng chú ý, Jordan đã vi phạm quy định về trang phục của giải đấu khi đi giày, vì các đồng đội của anh ấy đi giày toàn màu đen. Đây không phải là lần đầu tiên Jordan vi phạm các quy tắc về giày dép của NBA, anh đã phá vỡ chúng với đôi giày đặc trưng đầu tiên của mình vào năm 1985. Anh ấy đã bị phạt 5.000 đô la vì không tuân theo chính sách phối màu của Bulls với AJ XI. Sau khi bị phạt, Nike đã làm cho anh ấy một đôi giày có phối màu đen/trắng/concord cho loạt trận gặp Orlando; Jordan đi giày Nike Air Flight màu đen đặc trưng chữ ký của của Penny Hardaway cho Game 3 trong khi colorway được cho là đang được sản xuất. Một phối màu đen/trắng/xanh hoàng gia tương tự đã được ra mắt công chúng vào cuối năm 2000. Phối màu này đã được thay đổi khi ra mắt công chúng vì màu tím của concord trông giống như màu xanh hoàng gia trên truyền hình. Jordan đã mang Air Jordan XI trên đường giúp Chicago Bulls giành 1995–96 NBA Championship. Anh ấy cũng mặc áo màu trắng XI của Columbia tại 1996 NBA All-Star Game và được chọn là MVP of the game. Đôi giày nhận được nhiều sự chú ý của giới truyền thông hơn khi Jordan mang mẫu Air Jordan XI trong bộ phim hoạt hình năm 1996 Space Jam. Những đôi giày này cuối cùng đã được phát hành vào năm 2000 và tái phát hành vào năm 2009 và 2016 với biệt danh "Space Jams". Màu tím concord đã được đổi thành màu xanh hoàng gia cho các phiên bản đã phát hành của giày. Air Jordan XI là một trong những đôi Air Jordan nổi tiếng nhất trong series và là sản phẩm yêu thích của Hatfield. |
| Air Jordan XII    | 1996 | Air Jordan XII có họa tiết "Mặt trời mọc" mô phỏng Quốc kỳ Nhật Bản. |
| Air Jordan XIII   | 1997 | Mô hình này có một tấm sợi carbon, được thiết kế bởi Hatfield. Con báo đen là nguồn cảm hứng cho Air Jordan XIII, với phần đế giống như miếng đệm trên bàn chân của một con báo. Hình ba chiều ở mặt sau của giày mô phỏng đôi mắt của một con báo trong bóng tối. Chúng được phát hành lại vào năm 2005, trùng với thời điểm phát hành giày Air Jordan 8. Trong bộ phim He Got Game, đạo diễn Spike Lee đã tiếp cận với Air Jordan XIII nhiều tháng trước khi nó ra mắt công chúng hoặc thậm chí được chính Jordan mặc và giới thiệu nó trong các cảnh quay. Jordan Brand đã phát hành lại Air Jordan XIII vào cuối năm 2010, bao gồm màu Xanh Pháp/Xám Flint, Trắng/Đỏ-Đen, cách phối màu "Playoff" và cách phối màu Đen/Xanh lục độ cao. Vào năm 2017, Jordan Brand đã phát hành phối màu "History of Flight". Phối màu này là từ Lễ hội bóng rổ thế giới năm 2009, nơi bộ sưu tập "Lịch sử chuyến bay" được ra mắt để kỷ niệm 25 năm thành lập Jordan. Vào tháng 4 năm 2023, đôi Air Jordan 13 của Michael Jordan từ mùa giải 1997–98 của Chicago Bulls được bán với giá 2,2 triệu USD, lập kỷ lục thế giới về đôi giày thể thao giá trị nhất từng được bán. |
| Air Jordan XIV    | 1998 | Lấy cảm hứng từ chiếc xe Ferrari 550 M mà Michael Jordan sở hữu, Air Jordan XIV ban đầu được phát hành vào tháng 10 năm 1998. Nó được phát hành lại vào năm 2005, 2006, 2008, 2011, 2012 và 2014–2018. Air Jordan XIV do Hatfield và Mark Smith đồng thiết kế đã sẵn sàng cho cuộc đua và được trang bị phù hiệu Jordan Jumpman trên huy hiệu hình Ferrari. Phối màu của màu đen chiếm ưu thế nổi bật với màu đỏ được đặt biệt danh là "Cú đánh cuối cùng" vì Michael Jordan đã mặc chúng khi ông thực hiện cú đánh quyết định trong trò chơi trước Bryon Russell, của Utah Jazz, trong trận đấu cuối cùng của ông với Chicago Bulls tại 1998 NBA Finals. Có 14 logo Jumpman—7 trên mỗi chiếc giày—tương ứng với số hiệu của đôi giày trong series. |
| Air Jordan XV     | 1999 | Đây là đôi giày đầu tiên sau khi Jordan giải nghệ. Thiết kế được lấy cảm hứng từ North American X-15, được phát triển bởi NASA trong những năm 1950. Các mặt của XV được làm từ sợi kevlar dệt. Những đôi Jordan XV là chiếc Hatfield ít được yêu thích nhất trong series. |
| Air Jordan XVI    | 2001 | Giày đi kèm với các thanh nẹp và thiết kế được lấy cảm hứng từ kiến trúc và ô tô hiệu suất cao. Chiến dịch quảng cáo có Mos Def. |
| Air Jordan XVII   | 2002 | Đôi giày Jordan này đi kèm với một CD-ROM đa phương tiện chứa bài hát Air Jordan XVII. Giá bán lẻ của đôi giày là 200 đô la Mỹ. Yếu tố thiết kế chức năng xác định của mẫu Air Jordan XVII, sau này được sao chép trên mẫu Air Jordan XXIII, là phần đế giữa được gia cố nhằm tạo khung chắc chắn và ổn định cho giày. Chúng được làm bằng bốn màu trên cùng và ba màu trên cùng. Michael Jordan đã mặc XVII khi chơi cho Washington Wizards, sau lần trở lại giải nghệ thứ hai. Mẫu giày này được tái phát hành vào năm 2008 và 2016. |
| Air Jordan XVIII  | 2003 | Giày Air Jordan XVIII được phát hành trong mùa giải trước của Michael Jordan, trong đó anh chơi cho Washington Wizards. Giày được thiết kế bởi Nhà thiết kế giày dép cao cấp của Air Jordan, Tate Kuerbis, người đã từng là thành viên của nhóm thiết kế giày dép Jordan từ năm 1999 và với Nike từ năm 1995. Cảm hứng cho thiết kế đến từ thân xe liền khối bằng sợi carbon của những chiếc xe đua F1, giày lái xe đua (gót cao su bọc) và giày ăn mặc của Ý (đường khâu đậm ở đế). Nó đã được phát hành lại vào năm 2008. |
| Air Jordan XIX    | 2004 | Đây là lần ra mắt đầu tiên của Jordan sau lần giải nghệ thứ ba và cũng là lần cuối cùng của anh ấy diễn ra sau mùa giải NBA 2002–03. Thiết kế được lấy cảm hứng từ loài rắn maba đen, và hai phối màu ban đầu được phát hành: trắng/xám đá lửa và đen/đỏ. Ba phối màu khu vực và ba phối màu phiên bản đặc biệt đã được phát hành. Chúng bao gồm ấn bản Đông, Tây và Trung Tây dành cho thông thường và Tây, Đông và Olympic dành cho SE (phiên bản đặc biệt). Air Jordan XIX đã sử dụng các vật liệu sáng tạo. Phần trên của giày được phát triển với sự hợp tác của công ty tư vấn vật liệu toàn cầu Material ConneXion, người đã cung cấp cho Nike một loại ống lót thường được sử dụng trong các ứng dụng kiến trúc để bảo vệ ống PVC khỏi bị vỡ. Về lý thuyết, điều này cho phép một đôi giày không có dây buộc, vì ống lót không co giãn. Tuy nhiên, mẫu Air Jordan XIX đã bao gồm một bộ dây buộc phía sau tay áo để cố định giày tốt hơn. Chúng là những đôi Air Jordans nhẹ nhất từng được sản xuất. Đôi giày xuất hiện trong phim sitcom My Wife and Kids, trong tập "Fantasy Camp: Part 2", khi nhân vật chính Michael Kyle (Damon Wayans) đánh cắp nó từ phòng khách sạn của Jordan và sử dụng nó để đấu với chính Jordan sau đó trong tập. Michael Jordan mặc "AJ IV Cool Grey" trong tập phim. Đôi giày được tái phát hành vào năm 2008. |
| Air Jordan XX     | 2005 | Air Jordan XX được lấy cảm hứng từ những đôi giày mô tô cổ thấp khi Jordan tham gia đua mô tô. Dây đeo được đặt ở giữa giày trên dây buộc. Nó cũng giúp tạo ra một sự phù hợp chặt chẽ hơn và tăng cường hỗ trợ. Đôi giày đã được phát hành lại vào năm 2008 và 2015. |
| Air Jordan XXI    | 2006 | Mẫu giày Air Jordan XXI được thiết kế bởi D'Wayne Edwards và lấy cảm hứng từ những chiếc xe du lịch thể thao. Giày có lưới tản nhiệt ở chân dưới, đế giữa Phylon phủ kép, tấm lót bằng sợi carbon và đế giày có bông kim cương liền mạch. Nó đi kèm với các bộ phận có thể tháo rời có thể làm cho đệm cứng hoặc mềm và có văn bản có thể nhìn thấy dưới ánh đèn đen. Air Jordan XXI đã được giới thiệu trên truyền hình bởi quảng cáo "Second Generation". |
| Air Jordan XX2    | 2007 | XX2 được lấy cảm hứng từ F-22 Raptor. Đoạn quảng cáo được đạo diễn bởi Mark Romanek. |
| Air Jordan XX3    | 2008 | Air Jordan XX3 được thiết kế bởi Tinker Hatfield. Đây là đôi giày bóng rổ đầu tiên trong danh mục "Được Nike coi là" vì sử dụng vật liệu cách Nhà máy Nike không quá 200 dặm (320 km). Nó có bề ngoài được khâu bằng tay, bootie có chiều dài đầy đủ, tấm chân bằng sợi carbon, chiếc cuối cùng có các trụ IPS có thể hoán đổi cho nhau và khung máy có khớp nối. Chiếc giày được phát hành vào ngày 25 tháng 1 năm 2008 và là chiếc Air Jordan cuối cùng cho đến XX8 có nhận dạng bằng số La Mã. Đôi giày được tái phát hành vào năm 2015–2016. |
| Air Jordan 2009   | 2009 | Air Jordan 2009 được thiết kế bởi Jason Mayden và là mẫu Air Jordan đầu tiên được đặt tên theo năm phát hành thay vì hệ thống đánh số. Lấy cảm hứng từ trọng tâm phòng thủ của Jordan, giày kết hợp Công nghệ đẩy có khớp nối được sử dụng bởi các vận động viên Paralympics. Nó cũng có mặt trên bằng lụa xếp nếp bền, khung Thermoplastic polyurethane (TPU) bảo vệ, tấm vòm bằng sợi carbon và cấu trúc Zoom Air. Giày được phát hành vào ngày 31 tháng 1 năm 2009 và chưa được tái phát hành. |
| Air Jordan 2010   | 2010 | Điều này đã được phát hành trong lễ kỷ niệm 25 năm của thương hiệu Air Jordan. Phần đế của mỗi đế giữa có dòng chữ cách điệu mà khi ghép lại sẽ có nội dung: "Tôi đã thất bại hết lần này đến lần khác trong đời. Và đó là lý do tại sao tôi thành công." Câu nói này liên quan đến một chiến dịch quảng cáo năm 1997, trong đó Michael Jordan kể chi tiết những thất bại dẫn đến thành công trong sự nghiệp của anh ấy. |
| Air Jordan 2011   | 2011 | Giày có lớp lót có thể hoán đổi cho nhau – một màu đỏ cho sức mạnh và một màu xanh lam cho sự nhanh nhẹn. Bốn phối màu của giày đã được phát hành tương ứng với All Star Game 2011: Trắng/Đen, Trắng/Đỏ và Trắng/Xanh dương đại diện cho Màu Đông/Tây Jersey. Phối màu "Năm Mão" là một phiên bản giới hạn tôn vinh cung hoàng đạo Trung Quốc của Michael Jordan. 2011 có mô hình chòm sao cũng đóng vai trò thông gió. Nó sử dụng da sáng chế bọc xung quanh giày. Đôi giày được đánh bóng và chế tác thủ công. Một chiếc giày công sở có cảm giác tương tự như XI được cho là mục tiêu. Giày chưa được tái phát hành. |
| Air Jordan 2012   | 2012 | Air Jordan 2012 cung cấp sáu cấu hình tùy chỉnh. Hai tay áo có thể hoán đổi cho nhau và ba miếng lót thích ứng với các phong cách chơi khác nhau. Mẫu Deluxe được ra mắt vào ngày 8 tháng 2, trong khi các mẫu Flight tùy chỉnh được phát hành vào ngày 25 tháng 2 năm 2012. Đây là mẫu Air Jordan cuối cùng được đặt tên theo năm nó được phát hành khi hệ thống đánh số trở lại vào năm 2013 với Air Jordan XX8. |
| Air Jordan XX8    | 2013 | Air Jordan XX8, được thiết kế bởi Tinker Hatfield, được phát hành vào ngày 16 tháng 2 năm 2013. Lớp vải che bên ngoài được làm từ vải Thụy Sĩ dùng cho áo khoác mô tô. |
| Air Jordan XX9    | 2014 | Air Jordan XX9, cũng được thiết kế bởi Hatfield, được phát hành vào tháng 9 năm 2014 với cả phiên bản in hình con voi và phiên bản dệt kim. Chiếc giày ra mắt tại NBA bởi Russell Westbrook và Kawhi Leonard. Giày có phần trên được dệt hiệu suất, với những vùng cứng và những vùng khác linh hoạt hơn. Jordan đã phát hành hai phiên bản, phiên bản cắt thông thường và phiên bản thấp. Một số phối màu được phát hành ở phiên bản thấp là xô, bò Chicago UNC, và hồng ngoại. |
| Air Jordan XXX    | 2016 | Air Jordan XXX một lần nữa được thiết kế bởi Tinker Hatfield. Phối màu đầu tiên của giày được phát hành vào ngày 16 tháng 2. Giày bao gồm phần trên và đế ngoài tương tự như XX9. Phần trên có cổ áo mắt cá chân làm bằng vải dệt kim hơi hơi dài quá mức. Đế ngoài có một sự thay đổi đáng chú ý hơn, với kiểu lực kéo khác, trong khi đế giữa gần như giống hệt nhau. |
| Air Jordan XXXI   | 2016 | Air Jordan XXXI chịu ảnh hưởng nặng nề của Air Jordan 1, có phần trên bằng da và các logo swoosh, Jumpman, và Jordan "Wings". Lần ra mắt bán lẻ đầu tiên của nó là vào ngày 3 tháng 9 năm 2016, với phối màu "Banned", nhân dịp kỷ niệm 30 năm NBA cấm Air Jordan 1. Sự xuất hiện đáng chú ý của giày bao gồm đường phối màu "USA" được mặc trong giải bóng rổ Olympic 2016 bởi các thành viên đội tuyển Hoa Kỳ. |
| Air Jordan XXXII  | 2017 | Air Jordan XXXII chịu ảnh hưởng của Air Jordan 2 và bao gồm logo "Wings" của Jordan. Nó được phát hành lần đầu với phối màu "Rossa Corsa" vào ngày 23 tháng 9 năm 2017. Một phối màu "Banned" được phát hành vào ngày 18 tháng 10 năm 2017. Một phiên bản đặc biệt khác có tên phối màu "Russ" đã được phát hành để kỷ niệm sự tài trợ của Russell Westbrook với Jordan Brand. Jordan Brand đã phát hành 2 loại giày này, kiểu cắt dài trung bình ban đầu và kiểu cắt thấp. |
| Air Jordan XXXIII | 2018 | Air Jordan XXXIII được phát hành vào ngày 18 tháng 10 năm 2018. Đây là mẫu Air Jordan đầu tiên không có dây buộc. |
| Air Jordan XXXIV  | 2019 | Air Jordan XXXIV được phát hành vào ngày 25 tháng 9 năm 2019, với các chi tiết như ngày kỷ niệm 30 năm thành lập thương hiệu. |
| Air Jordan XXXV   | 2020 | Air Jordan XXXV ra mắt vào mùa thu năm 2020 với hình dạng mới khác biệt. Mô hình tập trung vào việc giảm trọng lượng để đáp ứng. Một khu vực ở giữa bàn chân có một lỗ để mang lại sự ổn định, nảy và thoải mái. Air Jordan đã có một số hợp tác với các cầu thủ NBA đương đại, bao gồm Jayson Tatum và Zion Williamson. |
| Air Jordan XXXVI  | 2021 | Air Jordan XXXVI lần đầu tiên được giới thiệu bởi cầu thủ bóng rổ chuyên nghiệp người Mỹ gốc Đức Satou Sabally thông qua mạng xã hội và ra mắt trên sân vào ngày 25 tháng 3 năm 2021. |
| Air Jordan XXXVII | 2022 | Air Jordan XXXVII được phát hành vào ngày 28 tháng 7 năm 2022. |

## Những đôi giày khác từ dòng Air Jordan

### Jordan Packages
"Spizike"
Giày Jordan Spiz'ike được phát hành vào ngày 21 tháng 10 năm 2006, như một lời tri ân tới mối quan hệ của Michael Jordan và Spike Lee. Mối quan hệ bắt đầu khi Mars Blackmon (một nhân vật trong phim của Spike Lee, She's Gotta Have It) trở thành người ném bóng trong quảng cáo Nike cho Air Jordan. Spiz'ike là sự pha trộn của giày Jordan III, IV, V, VI và XX. Chỉ có 4.032 cặp được sản xuất so với bản phát hành ban đầu, với số tiền thu được sẽ được chuyển đến một viện phim mới tại Morehouse College.
"Defining Moments"
Được phát hành vào năm 2006 với giá bán lẻ $295 bao gồm đôi giày thể thao mà Michael Jordan đã đi trong chức vô địch đầu tiên của anh ấy trong hai lần vô địch ba lần. Concord Retro 11 có một Jumpman bằng vàng ở bên cạnh, nhưng ban đầu được dự định là cũng có các khoen bằng vàng đánh vần Jordan. Điều này đã được thay đổi vì chảy máu màu. Hồng ngoại 6 đen cổ điển cũng thay thế hồng ngoại của nó bằng vàng. Cả hai đôi giày đều có thẻ chó để tham khảo danh hiệu đã giành được và một tập sách nhỏ giới thiệu điểm nổi bật của trò chơi slam dunk và ý tưởng nghệ thuật của giày. Một số DMP Retro 11 Concords ban đầu đã xuất hiện và được coi là một số đôi Air Jordan hiếm nhất.
"Defining Moments II"
"Gói bò tót hoành hành" được bán lẻ với giá 310 đô la và lấy cảm hứng từ lễ hội chạy với bò diễn ra hàng năm ở Tây Ban Nha. Gói chứa hai chiếc Air Jordan 5; Toro Bravo và 3m. Toro Bravo là một đôi giày thể thao da lộn màu đỏ, một trong những chiếc đầu tiên thuộc loại này, và nó lấy cảm hứng từ những chiếc khăn quấn đầu màu đỏ của những người chạy bộ. Cặp thứ hai, 3m, được đặt tên theo lớp phủ phản chiếu của nó. Cả hai đôi giày đều được đựng trong một hộp đồ họa bên ngoài bằng gỗ có nắp trượt hai mặt, được phát hành lần đầu vào năm 2009.
"Defining Moments III"
Thương hiệu Jordan đã phát hành gói "Khoảnh khắc xác định" thứ ba vào ngày 11 tháng 7 năm 2009. Gói 60+ Air Jordan Retro 1 được lấy cảm hứng từ việc Jordan ghi 63 điểm vào lưới Celtics trong một trận đấu bù giờ đôi trong năm thứ hai của anh ấy. Gói Air Jordan Retro 1 60+ có sự tái phát hành của đôi giày thể thao mà Jordan đã mặc trong trận đấu đó và một chiếc Air Jordan 1 Retro lấy cảm hứng từ màu sắc của Celtics và sàn gỗ từ Vườn Boston cũ.
"Defining Moments IV"
Retro 6 Infrared Pack
Jordan 6 trắng/hồng ngoại và đen/hồng ngoại được phát hành vào ngày 14 tháng 2 năm 2013 với giá bán lẻ là US$Bản mẫu:Dollar sign/nbsp170. Đây là chiếc thứ hai trong lịch sử Jordan Brand. Lần đầu tiên phong cách cổ điển trên cả hai phối màu là vào năm 2000, chúng mang phong cách cổ điển riêng biệt. Lần này, phiên bản retro được phân biệt với lần phát hành trước bằng cách sử dụng logo Jumpman thay vì logo Nike Air ở gót chân.
"Old Love New Love"
Năm 2007 mang đến sự ra mắt của gói hai đôi thứ hai của Thương hiệu Jordan có tên là "Tình yêu cũ Tình yêu mới" (OLNL), được phát hành vào ngày 21 tháng 4. Gói này có hai phối màu của Air Jordan I Retro - Trắng/Đen nguyên bản- Varsity Red (Ngón chân đen) và một đôi mới có màu Đen/Varsity-Maize/Trắng. Gói đại diện cho hai niềm đam mê chính của Jordan, tình yêu cũ là bóng rổ và tình yêu mới là đua xe mô tô. Gói Old Love New Love được bán với giá $200.00. Bản phát hành này đánh dấu sự trở lại của Air Jordan 1 mở đường cho một loạt các phối màu, bao gồm cả phiên bản "Phat" được sửa đổi với phần đệm bổ sung.

### Giày Jordan "6 Rings"

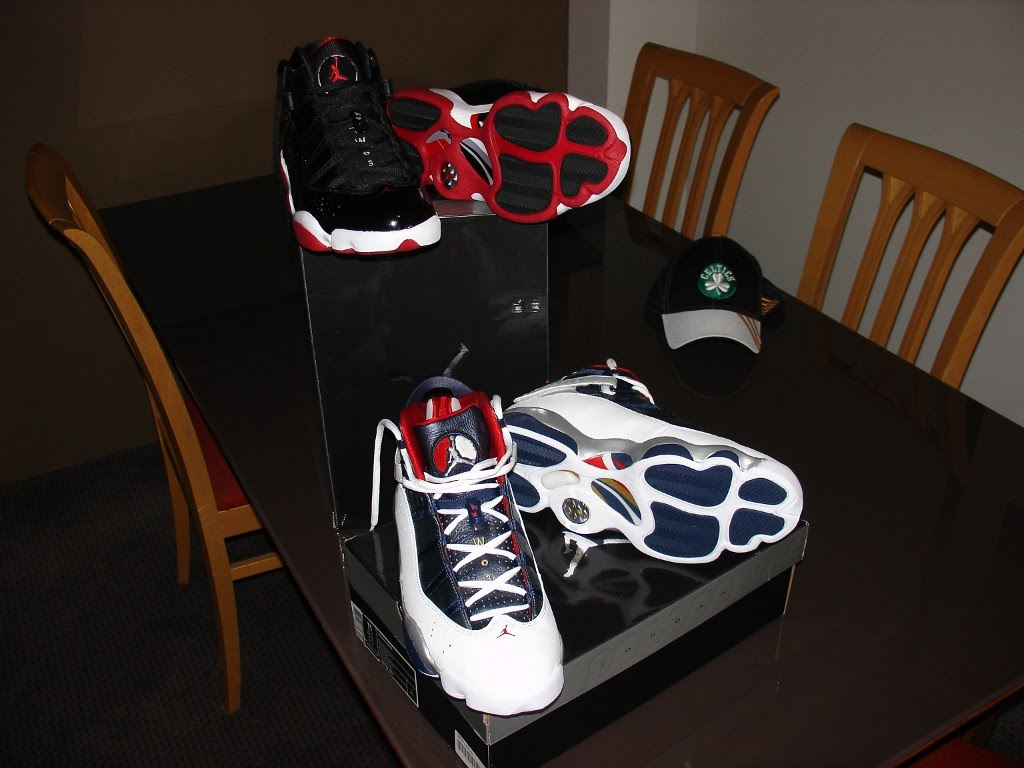
Air Jordan "6 rings" trong hai phối màu

Jordan 6 Rings (hay còn gọi là Jordan Six Rings, hoặc Montells) là tổng hợp của 7 đôi giày Air Jordan mà Michael Jordan đã đi trong 6 mùa giải vô địch của mình. Đó bao gồm Air Jordan 6, 7, 8, 11, 12, 13 và 14. Công ty Jordan Brand đã phát hành giày 6 Rings bắt đầu từ tháng 9 năm 2008.
Jordan Brand đã phát hành màu đại diện cho mỗi đội mà Chicago Bulls đã đánh bại trong sáu mùa giải vô địch của họ trong những năm 1990: Los Angeles Lakers, Portland Trail Blazers, Phoenix Suns, Seattle SuperSonics, và Utah Jazz. Đôi giày bao gồm đồ họa khắc laze mô tả chi tiết các khía cạnh cụ thể về loạt giải vô địch cụ thể đó và thành phố của đội thi đấu. Nhiều phối màu khác có tồn tại.
Ngoài ra còn tồn tại một chiếc "6 vòng mùa đông" là một chiếc giày 6 Rings đã được sửa đổi thành một chiếc giày bền được thiết kế cho hoạt động ngoài trời, điều này làm thay đổi một số thiết kế và vị trí của các bộ phận.

## Tranh cãi
Chất liệu polyurethane (PU) trong đế của nhiều mẫu Air Jordan có thể bị hỏng theo thời gian và nhiều nhà sưu tập thấy rằng những đôi cổ điển của họ thường không thể đi được. Được gọi là thoái hóa PU, đế polyurethane dễ bị thủy phân và quá trình oxy hóa, và giày làm bằng vật liệu này được phát hiện là có hiệu suất lão hóa kém. Nike không cung cấp thông tin về loại PU mà họ sử dụng trong các dòng Air Jordan của họ và đã tránh trả lời các câu hỏi trong quá khứ, như trường hợp trong bài báo được trích dẫn rỗng rãi của Wired về tranh cãi PU trong cộng đồng giày thể thao, "Chúng tôi đã hỏi Nike về sự xuống cấp của PU và những gì có thể được thực hiện với nó, nhưng công ty từ chối bình luận."
Dòng Air Jordan có liên quan đến bạo loạn, tấn công, cướp và giết người. Học sinh trung học 15 tuổi Michael Eugene Thomas đã bị một bạn học bóp cổ đến chết vì một đôi giày thể thao Air Jordan vào năm 1989. Năm 1988, hiệu trưởng Tiến sĩ Robin Oden của Mumford High School ở Detroit đã đề cập rằng bạo lực liên quan đến quần áo đã đến mức ông cảm thấy cần phải cấm một số mặt hàng quần áo, bao gồm cả giày thể thao Air Jordan, trong khuôn viên trường học. Lệnh cấm này là lệnh cấm đầu tiên trong số nhiều quy định về trang phục được thực hiện trong trường học sau làn sóng cướp bóc, đánh đập và nổ súng vì sở hữu giày thể thao Air Jordan và các mặt hàng quần áo khác.

### Sản xuất
Nike không sở hữu bất kỳ nhà máy nào sản xuất những đôi Air Jordan và ký hợp đồng làm việc với nhiều chủ nhà máy khác nhau. Các quan chức của công ty nói rằng họ chỉ thiết kế và tiếp thị giày. Tuy nhiên, Nike áp đặt các điều khoản và tiêu chuẩn sản xuất cho nhà thầu, thường không đặt câu hỏi về các biện pháp an toàn hoặc lao động. Vào tháng 4 năm 1997, 10.000 công nhân Indonesia đã đình công vì vi phạm tiền lương tại một nhà máy của Air Jordan. Cùng tháng đó ở Việt Nam, 1.300 công nhân đình công đòi tăng lương 1 xu mỗi giờ, và một năm sau, 1998, 3.000 công nhân ở Trung Quốc đình công để phản đối điều kiện làm việc độc hại và lương thấp.

## Tác động xã hội và văn hóa
Air Jordans đã trở thành một biểu tượng địa vị trong văn hóa sneaker và được mang trên khắp thế giới ngày nay. Tác động của Air Jordans đã mở rộng từ bóng rổ sang thời trang, văn hóa đại chúng và hip-hop. Air Jordans là một mặt hàng chủ lực trong trang phục thường ngày và văn hóa thời trang đường phố. Sự phổ biến của sneaker đã tăng lên từ mối liên hệ của nó với bối cảnh hip-hop kể từ năm 1985. Các rapper trong thập niên 1990 bao gồm The Notorious B.I.G., Ice Cube, và Jay-Z đề cập đến giày thể thao của Michael Jordan và thành công trong âm nhạc của họ. Họ cũng đã được nhìn thấy trên nhiều bìa album hip-hop bao gồm Eazy-E mang Air Jordan III trên bìa album Eazy-Duz-It và các video âm nhạc bao gồm "Otis" nơi Jay-Z và Kanye West được nhìn thấy đi Air Jordan I và Air Jordans VI. Đôi giày này cũng đã được nhiều nghệ sĩ và người nổi tiếng sử dụng thường ngày. Sự hợp tác giữa các nghệ sĩ hip-hop và thương hiệu Jordan cũng đã thúc đẩy sự nổi tiếng, bao gồm cả sự hợp tác "Cactus Jack" của Travis Scott với Jordan Brand và Nike. Với việc Jordan Brand có tác động to lớn đến văn hóa hip-hop, nó đã trở thành một biểu tượng địa vị.

### Sưu tập giày thể thao
Những đôi giày đã có tác động lớn đến sự phát triển của văn hóa "sneakerhead". Vào những năm 1980, việc sưu tập giày thể thao trở nên phổ biến hơn, cũng như việc mua bán và bán lại chúng. Khi các mẫu mới ra mắt, nhiều đôi Air Jordan đã trở thành nhu cầu và một đôi giày quan trọng cần có trong bộ sưu tập. Bán lại Air Jordan đã mang lại lợi nhuận cao và hàng trăm hoặc hàng nghìn đô la được chi cho những đôi giày thể thao hiếm, bao gồm cả Air Jordan I 1985 ban đầu trên StockX bán được tới 20.000 đô la. Với việc giày thể thao phát triển theo thời gian và giới thiệu các mẫu mới, giày thể thao ngày càng tăng giá trị đối với các nhà sưu tập và trở thành một mặt hàng chủ lực trong bộ sưu tập của họ.

### Cộng tác
Air Jordan đã hợp tác với nhiều thương hiệu và nghệ sĩ, bao gồm cả những người nổi tiếng Drake, Billie Eilish, J Balvin, DJ Khaled, Eminem, Nicki Minaj, và Mark Wahlberg. Sau khi hợp tác với Nike trên Air Force One vào năm 2017, rapper Travis Scott đã hợp tác với Jordan Brand để thiết kế các phiên bản "Cactus Jack" của Air Jordan 1, Air Jordan 4 và Air Jordan 6.
Air Jordan đã hợp tác với các thương hiệu trang phục đường phố, nhà mốt và câu lạc bộ bóng đá. Các cộng tác bao gồm Virgil Abloh và thương hiệu của anh ấy Off-White, Supreme, Commes de Garcons, Kaws, Dior, và Paris Saint-Germain.

### Truyền hình và điện ảnh
Air Jordans đã được nhìn thấy trên khắp truyền hình, bao gồm cả The Fresh Prince of Bel-Air, nơi mà Will Smith mang các mẫu giày khác nhau trong suốt chương trình, bao gồm cả Air Jordan Vs "Metallic" trong tập thử nghiệm và Air Jordan XI "Colombia" trong tập cuối của loạt phim. Với tác động của buổi biểu diễn đối với Thương hiệu Jordan, họ đã phát hành một vài đôi Air Jordan V liên quan đến buổi biểu diễn.
Có những bộ phim đã ảnh hưởng đến thiết kế của Air Jordan. Năm 1989, bộ phim Do the Right Thing miêu tả một nhân vật "Buggin Out" (Giancarlo Esposito) trong một đôi Air Jordan 4 sạch sẽ đã bị trầy xước. Thương hiệu Jordan đã phát hành một chiếc Jordan 4 được thiết kế như một bản sao của những chiếc bị trầy xước mà Buggin Out đã mặc. Giày thể thao Air Jordan đã được giới thiệu trong các bộ phim khác, bao gồm He Got Game (1998), White House Down (2013), Uncle Drew (2018), và Spider-Man: Into the Spider-Verse (2018) và Spider-Man: Across the Spider-Verse (2023) và các phim tài liệu Unbanned: The Legend of AJ1 (2018), One Man and His Shoes (2020), và "Episode V" của The Last Dance (2020).

### Looney TunesvàSpace Jam
Vào ngày 26 tháng 1 năm 1992, Jordan Brand đã ra mắt quảng cáo tại Super Bowl XXVI cho thấy Bugs Bunny tranh thủ sự giúp đỡ của Michael Jordan để đánh bại một đội đối thủ bắt nạt bằng cách sử dụng những trò đùa trong phim hoạt hình. Quảng cáo thứ hai được công chiếu vào năm 1993 với cảnh Bugs và Jordan đối đầu với Marvin the Martian. Quảng cáo đã truyền cảm hứng cho người đại diện của Jordan, David Falk, giới thiệu một bộ phim có sự tham gia của Jordan và các nhân vật Looney Tunes. Màn chào hàng dẫn đến Space Jam (1996), một thành công về mặt thương mại, thu về hơn 230 triệu đô la tại phòng vé và tạo ra hơn 1 tỷ đô la doanh thu hàng hóa. Sự thành công của chiến dịch quảng cáo và bộ phim đã góp phần vào sự nổi tiếng của Looney Tunes và các nhân vật hoạt hình khác như một mô típ trong thời trang đường phố suốt những năm 1990 và 2000. Phần tiếp theo của phim, Space Jam: A New Legacy, được phát hành vào năm 2021, với LeBron James đóng vai chính.

### Air
Air là một bộ phim chính kịch thể thao tiểu sử của Mỹ do Ben Affleck đạo diễn. Bộ phim dựa trên những sự kiện có thật về nguồn gốc của Air Jordan, khi Sonny Vaccaro, một nhân viên của Nike, tìm cách đạt được thỏa thuận kinh doanh với cầu thủ tân binh Jordan. Phim có sự tham gia của Matt Damon trong vai Vaccaro.

## Tài trợ
Năm 1997, Air Jordan đã chọn ba trường đại học tài trợ đầu tiên cho Jordan Brand: Cincinatti Bearcats, St. John's Red Storm, và North Carolina A&T Aggies. North Carolina A&T, a Historically Black College and University (HBCU), đã kết thúc tài trợ vào năm 2003 khi ký hợp đồng với Russell Athletic. Kể từ đó, Jordan Brand hợp tác với Howard University Athletics, một HBCU khác, vào năm 2022 cho tất cả các chương trình của họ ngoại trừ các đội gôn nam và nữ, vốn đã được tài trợ bởi Curry Brand của Stephen Curry.
Bắt đầu từ năm 2016, Air Jordan trở thành nhà cung cấp thiết bị duy nhất cho đội bóng bầu dục Michigan Wolverines. Điều này đánh dấu sự mạo hiểm đầu tiên của thương hiệu vào một môn thể thao ngoài bóng rổ. Kể từ năm 2023, Air Jordan là nhà cung cấp thiết bị cho các chương trình North Carolina Tar Heels, Oklahoma Sooners, Florida Gators, và UCLA Bruins football.
Vào năm 2018, thương hiệu Jordan lần đầu tiên trong lịch sử tài trợ cho một câu lạc bộ bóng đá, khi câu lạc bộ Pháp Paris Saint-Germain F.C. hiển thị logo Jumpman trên bộ quần áo thi đấu thứ ba của họ, được mặc tại UEFA Champions League 2018–19.

### Bóng bầu dục Mỹ

#### Bóng bầu dục đại học NCAA
- University of Florida[93]
- Howard University[94]
- University of Michigan[90]
- University of North Carolina at Chapel Hill
- University of Oklahoma
- University of California, Los Angeles[95]

#### Các cầu thủ NFL
- Dak Prescott[96]
- Davante Adams[97]

- Michael Thomas[98]
- Stefon Diggs[99]
- Jarvis Landry[100]
- Chase Claypool[101]
- Sterling Shepard[102]
- Alshon Jeffery[103]
- Kyle Pitts[104]
- Melvin Ingram[105]
- Bobby Wagner[106]
- Devin White[107]
- Dont'a Hightower[108]
- Stephon Gilmore[109]
- Joe Haden[110]
- Jamal Adams[111]
- Tyrann Mathieu[108]
- Deebo Samuels[112]
- Bryce Young[113]

### Bóng đá
- Paris Saint-Germain[114]

### Đua xe

#### Các đội NASCAR
- 23XI Racing

#### Các tay đua NASCAR
- Kurt Busch
- Denny Hamlin
- Tyler Reddick

### Bóng chày

#### Các cầu thủ MLB
- Mookie Betts[115]
- Jazz Chisholm[116]
- Vladimir Guerrero Jr.[117]
- Aaron Hicks
- Aaron Judge[118]
- Derek Jeter[119]
- Manny Machado
- Yadier Molina
- CC Sabathia
- Taijuan Walker

### Bóng rổ

#### Đội tuyển quốc gia
- Croatia
- Pháp
- Slovenia

#### Câu lạc bộ
- DUC[120]

#### NBA Official Statement
- National Basketball Association ("Statement" edition, NBA All-Star Game and Charlotte Hornets uniforms only)[121]

#### Các đội NCAA
- University of Cincinnati[122]
- University of Florida
- Georgetown University
- University of Houston[123]
- Howard University
- Marquette University
- University of North Carolina
- University of Oklahoma
- San Diego State University
- University of California, Los Angeles

#### Các đội trung học
- Father Henry Carr Catholic Secondary School[124]

#### Các đội khác
- Ateneo de Manila University (Philippine college)[125]

#### Các cầu thủ NBA
- Bam Adebayo[126]
- Carmelo Anthony[127]
- Bismack Biyombo[128]
- Mike Conley Jr.[129]
- Luka Dončić[130]
- Andre Drummond[131]
- Blake Griffin[132]
- Rui Hachimura[133]
- Victor Oladipo[134]
- Bradley Beal[135]
- Chris Paul[136]
- Otto Porter Jr.[134]
- Jayson Tatum[137]
- Moe Wagner[138]
- Kemba Walker[139]
- Russell Westbrook[140]
- Zion Williamson[141]
- Cody Zeller[134]

## Từ thiện
Jordan Brand hợp tác với UNCF và các tổ chức khác để tài trợ cho giáo dục đại học của thanh niên kém may mắn.
Jordan Brand cũng chú trọng đến hoạt động từ thiện với nhiều khoản quyên góp lớn trong suốt nhiều năm cho cộng đồng, vận động viên và trường học. Thương hiệu cam kết giúp giải quyết các vấn đề cấp bách trong cộng đồng người da đen thông qua các khoản tài trợ cho cộng đồng tập trung vào công bằng kinh tế, giáo dục, công bằng xã hội và những thay đổi trong câu chuyện đối với giới trẻ.